# P84衝鋒槍
P84是一種阿爾巴尼亞原產的衝鋒槍，由位於波利钱的國營兵工廠所生產。

## 設計特徵
P84衝鋒槍設計非常簡陋，其槍管罩筒連機匣是由一根長4厘米的鋼管組成。該槍具有一個簡單的握把保險，令用戶必須握緊彈匣插座才能扣動扳機開火，該設計類似於義大利TZ-45衝鋒槍。P84是一種運用直接反衝作用和開放式槍栓工作原理的武器，該槍沒有扳機護環，另外其鋼管式伸縮槍托在完全收縮時會覆蓋手槍握把的後部。其拉機柄則設置在左側，位於其左前方是槍帶扣。

## 使用歷史
P84衝鋒槍是阿爾巴尼亞當局於1980年代自行開發的武器，目的是要替換笨重且過時的蘇聯製PPS衝鋒槍。該槍主要少量裝備於阿爾巴尼亞軍隊的特種部隊單位，目前已普遍被土耳其MKE公司仿製的MP5衝鋒槍所取代，餘下的大多數已被銷毀或報廢。另一方面，從義大利警方所充公的武器可見，當地的極左派恐怖組織紅色旅曾經大量裝備P84衝鋒槍。還有在科索沃戰爭和南斯拉夫內戰中也可找到該槍的身影。

## 使用者
- 阿尔巴尼亚